# Vier Täler
Die Vier Täler (persisch چهار وادی Chahar Vadi) sind ein kurzes sufistisch-mystisches Werk von Baha’u’llah, dem Stifter des Bahaitums, das er in Bagdad kurz nach seiner Rückkehr aus Kurdistan im Jahr 1856 schrieb.

## Inhalt
Es ist an Scheich Abu’r-Rahman Talabani aus Kirkuk gerichtet, dem Vorsteher der kurdischen Qadiriyya-Sufis, mit welchen er in Sulaimaniyya in Kontakt war. Es beschreibt vier Täler, die ein Mystiker in seiner Beziehung zu Gott erreichen kann. Jede korrespondiert zu einem bestimmten Aspekt des Göttlichen:
1. Streben nach dem „Ersehnten“ (Maqsud), durch Befolgung des offenbarten Gesetzes.
2. Wandern zum Gemach des „Preiswürdigen“ (Mahmud), durch die Anwendung der Urvernunft.
3. Wohnen wollen im Bereich des „Anziehenden“ (Majdhub), durch die Schönheit der Gottesliebe.
4. Erfolgreiches durchschreiten der drei vorherigen Täler und so zur Schönheit des „Geliebten“ (Mahbub) gelangt sind.

Das vierte Tal, also das Ziel der Reise, ist der „Gipfel der Bewusstheit“ und das „Mysterium der göttlichen Führung“. Weiterhin werden in dem Werk viele weitere Themen kurz behandelt, der Schwerpunkt liegt dabei auf Interpretationen von Versen aus dem Koran, Hadithen und Klassikern des Sufismus und der Ermahnung an die Menschen sich Bildung und Tugenden anzueignen.

## Form
Baha’u’llahs Stil in diesem Werk strahlt eine Autorität aus, welche auch jene eines Sufimeisters überschreitet, was Bahai als Vorzeichen der göttlichen Sendung Baha’u’llahs sehen, auch wenn er diese erst 1863 öffentlich verkündet. Das Buch zeichnet sich durch typisch sufistisches Vokabular aus, welches es, für jemanden ohne Vorkenntnis auf diesem Gebiet, schwer verständlich machen kann.
Oft werden die Vier Täler zusammen mit den Sieben Tälern in einem Sammelband herausgegeben. Inhaltlich sind die Werke jedoch ohne direkte Verbindung – davon abgesehen, dass sie vom selben Autor sind, in der gleichen Epoche entstanden sind und sufistische Themen behandeln.

## Ausgaben
- Baha’u’llah: Die Sieben Täler, Die Vier Täler. Bahai Verlag, Hofheim-Langenhain 1997, ISBN 3-87037-045-9 (Online).
- Baha’u’llah: Die Sieben Täler, Die Vier Täler (Prachtausgabe). Bahai Verlag, Hofheim-Langenhain 1997, ISBN 3-87037-941-3.